# Burchhard Garlichs
Burchhard Garlichs (* 1969 in Oldenburg) ist ein deutscher Künstler mit den Schwerpunkten Installationen, Medien-, Objekt- und Konzeptkunst im städtischen Raum.

## Herkunft und Ausbildung
Garlichs kommt aus einer Familie, die überwiegend im Oldenburgischen und dem Jeverland beheimatet ist. Er zeigte bereits als Schüler Interesse an der darstellenden Kunst. 1997 schrieb er sich zum Studium der freien Kunst an der Hochschule für Künste Bremen ein. Er war dort Schüler von Wolfgang Schmitz, Paco Knöller und Yuji Takeoka, wobei ihn besonders letzterer in die darstellende Kunst mit Objekten und Installationen einführte. 2000 wechselte er auf Empfehlung von Takeoka zum Studium der Bildhauerei an die Kunstakademie Düsseldorf, wo er als Meisterschüler von Daniel Buren von dessen Konzeptkunst geprägt wurde. Im Februar 2004 erhielt er den Akademiebrief der Kunstakademie Düsseldorf.

## Preise und Stipendien
- 1998 Förderpreis für junge Kunst der OAS-Stiftung
- 2004 Begabtenförderung des Studentenwerks Düsseldorf
- 2005 Arbeitsstipendium der Stiftung Bilbao Arte[2]

## Ausstellungen und Projekte (Auswahl)
- 1998 „Rund um den Fallturm“: zeichnerische Positionen, Hochschule für Künste und OAS-Stiftung, Bremen
- 1999 „made in“: Kunst im Laden, Lindenhofstraße, Bremen
- 2000 „boomerang-art-project“: Austauschprojekt Hochschule für Künste, Künstlerhaus und Gesellschaft für Aktuelle Kunst, Bremen / Kyoto City University of Arts[3]
- 2001 „saw you“: ein Austauschprojekt zwischen Bremen und Kyoto in Zusammenarbeit mit der Hochschule für Künste mit einem Symposium über japanische zeitgenössische Kunst.[4]
- 2003 „eingefügt“: temporärer Ausstellungsraum Hoffeldstrasse, Düsseldorf
- 2003 „vier Raumpositionen“: workroom Aldenhoff Jewellers, Düsseldorf[5]
- 2005 „artist in residence“: Abschlussausstellung an der Stiftung Bilbao Arte
- 2005 „im Volumen glaube ich an Gegengewicht“: Kunstraum Düsseldorf[6]
- 2007 Dozentenausstellung in der Freien Akademie für Malerei[7]
- 2007 LADEN-GEDAN in der Rotunde des Künstlerverein Malkasten, Düsseldorf[8]
- 2007 Eröffnungs-Ausstellung in der eigenen Gründung Speicher U75, Düsseldorf
- 2008 „moving architecture“: Lichtinstallation im öffentlichen Raum von Düsseldorf
- 2009 „Sketch Matinée“: Zeichnungen von Bildhauern aus Düsseldorf und Rotterdam[9]
- 2010 Artists Unlimited, Bielefeld[10]
- 2010 „briller“: Lichtinstallation im Projekt Lokalisation, Nische, Raum im öffentlichen Stadtraum Düsseldorf-Eller und im Speicher U75, Düsseldorf[11]
- 2012 „strong through diversity – Blickpunkt Bildhauerei“ in der Städtischen Galerie im Buntentor, Bremen[12]
- 2012 „push“ im Institut für skulpturelle Peripherie[13]
- 2012 „Estaciones – Collectión Fundacion BilbaoArte Fundazioa“ BilbaoArte, kuratiert von Petra Joos, Guggenheim Bilbao
- 2013 „Burchhard Garlichs für adhoc“ adhocraum, Bochum
- 2013 Biennale Regard Benin „PAVILLON VISIONNAIR/LES CASSES DE VOIX“, Porte-Novo, Benin, auf Einladung von Benno Hinkes, René Kanzler und Regina Weiss
- 2014 „Jason 2, schwimm zum Ufer (egal)“, Kunstverein 2025.ev Hamburg
- 2014 „Burchhard Garlichs für Galerie Herold“, Produzentengalerie Künstlerhaus am Güterbahnhof, Bremen
- 2014 „Burchhard Garlichs im Pavillon“, Gerhard-Marcks-Haus Bremen
- 2015 „angetrieben, KunstMaschinen – bewegte Objekte, poetische Automaten“, Stadthalle Detmold
- 2016 „DYADE“, Burchhard Garlichs im Kunstfoyer Oldenburg, Treuhand Oldenburg
- 2019 „Bildersprachen“, Syker Vorwerk – Zentrum für Zeitgenössische Kunst, Syke

## Gründungen
2007 war Garlichs zusammen mit der Künstlerin Sonja Meyer Initiator der Gründung des Projekts Speicher U75, Raum für bildhauerische Positionen in Düsseldorf und organisiert mit ihr seitdem dort zahlreiche Ausstellungen.

## Standpunkte
Die Werke von Garlichs haben mit der Konzeptkunst anderer Künstler gemein, dass sie sich dem Betrachter besser erschließen, wenn die Gedankenwelt des Künstlers bekannt ist. Garlichs versucht daher, den Zugang zu seinen Werken durch Texte in eigenen Worten vor Ort und auf seiner Website zu erleichtern:
Zeitgenössische Architektur, kritisiert er, „ist eine Homage an die Gradlinigkeit, Symbol der physikalischen Gesetze. Sie ist Beweis der technischen Möglichkeiten, die sich der Mensch im Laufe der Zeit geschaffen hat und sie ist Ausdruck eines technoiden Weltbildes. Sie ist Ausdruck der Fähigkeit des Menschen auf unterstem Niveau logisch zu abstrahieren.[…] Die Architektur ist eine Hymne an das Rechteck. […] Ohne es wirklich wahrzunehmen befinden wir uns in rechtwinkliger paralleler Realität. Die ständige Wahrnehung von geraden Linien, Parallelen und rechten Winkeln führt zu gradlinigen, parallelen, rechtwinkligen Denken.[…] Wir leben innerhalb mathematischer Prinzipien. Das vom Menschen gemachte Lebensumfeld ist Bühnenbild der Mathematik. Kein anderes Bild verdeutlicht das besser als Jesus, an das Kreuz genagelt.“
Gesellschaftlichen Systemen schreibt er diese Eigenart zu: „Damit eben diese Systeme bestens funktionieren, dürfen sie als solche nicht wahrgenommen werden. Dort, wo Systeme zum Funktionieren der Gesellschaft angewendet werden, müssen sie sich subtil verhalten. Subtilität wird geschaffen durch schleichende, kaum wahrnehmbare Bewegung.“ Zwar meint er: „Kunst kann subtile Systeme entlarven, indem sie sie ignoriert oder überspitzt.“ Aber „selbst subversive künstlerische Handlungen spielen sich im Rahmen der Gesetze ab. Die Diskussion um die Architektur mit ihrer symbolishen Dominanz findet nicht mehr statt. Das Angewandte, das Design, dessen Erwähnung im Kontext einer künstlerischen Arbeit als schlimmste Beschimfung unter Künstlern gilt, spielt in der Diskussion um Architektur keine Rolle. Kunst, das Spiel mit der Wahrnehmung, ignoriert zu weiten Teilen urbane Realität. […] Fortschritt ist die Visualisierung von Utopien. Utopiekontrolle liegt in der Hand des Kapitals […] Durch staatlich geförderte Institutionen ist Politik und Gesellschaft in der Lage kulturelles Geschehen zu kontrollieren. Den Rest erledigt der Kunstmarkt, sprich das Kapital, das ohnehin die Motivationsquelle jeglicher demokratischer, kapitalistischer Gesellschaft ist.“